# Манеголд фон Неленбург
Манеголд фон Неленбург (на немски: Manegold, Graf von Nellenburg; † сл. 1229/1234) от род Феринген, е граф на Неленбург в Югозападна Германия и Северна Швейцария.

## Произход и наследство
Той е третият син на граф Волфрад I фон Феринген († сл. 1216) и съпругата му Берхун фон фон Кирхберг († пр. 1220), вдовица на Витегов фон Албек († сл. 1190). Правнук е на Марквард I фон Феринген-Зигмаринген († 1165) и съпругата му фон Неленбург, дъщеря наследничка на Еберхард фон Неленбург († сл. 1112). Баща му е брат на Хайнрих († 1223), княжески епископ на Щрасбург (1202 – 1223).
Манеголд и братята му Волфрад фон Неленбург († пр. 1220), Еберхард II фон Неленбург († пр. 1220) и Волфрад II фон Неленбург-Феринген († 1234/1237), наследяват Графството Неленбург.
През 1422 г. графството Неленбург и Ландграфство Неленбург с резиденция замък Неленбург при Щоках са наследени от господарите на Тенген, които през 1465 г. ги продават на Хабсбургите.

## Фамилия
Манеголд фон Неленбург се жени за Елизабет фон Монфор († сл. 3 декември 1269), дъщеря на граф Хуго I фон Монфор-Брегенц († 1228) и Матилда фон Ванген († сл. 1218). Те имат един син:
- Еберхард III фон Неленбург († сл. 1257), има два сина и една дъщеря

Вдовицата му Елизабет фон Монфор се омъжва втори път за граф Хайнрих I Зигеберт фон Верд, ландграф в Елзас († 1238) и трети път 1239 г. за вилдграф Емих II фон Кирбург-Шмидтбург († 1284).